# Supercoppa di Danimarca
La Supercoppa di Danimarca (in danese Den danske Super Cup) è stata una competizione calcistica danese in cui si affrontavano, in un'unica gara, i vincitori della Superligaen, la massima serie del campionato danese di calcio, e i detentori della Coppa di Danimarca (in danese Landspokalturneringen).
Fu abolita nel 2004 e rimpiazzata dalla Liga Cuppen, ma la nuova manifestazione non venne mai riconosciuta dalla federazione calcistica danese.

## Albo d'oro
| Anno | Vincitore  | Risultato      | Finalista  |
| ---- | ---------- | -------------- | ---------- |
| 1994 | Brøndby    | 2-0            | Silkeborg  |
| 1995 | Copenaghen | 2-1            | Aalborg    |
| 1996 | Brøndby    | 4-0            | Aarhus     |
| 1997 | Brøndby    | 2-0            | Copenaghen |
| 1998 |            | non disputata  |            |
| 1999 | AB         | 2-2 (6-4 rig.) | Aalborg    |
| 2000 | Viborg     | 1-1 (8-7 rig.) | Herfølge   |
| 2001 | Copenaghen | 2-0            | Silkeborg  |
| 2002 | Brøndby    | 1-0            | Odense     |
| 2003 |            | non disputata  |            |
| 2004 | Copenaghen | 2-1            | Aalborg    |

## Vittorie per club
| Club       | Vittorie | Sconfitte | Anni vittorie          | Anni sconfitte   |
| ---------- | -------- | --------- | ---------------------- | ---------------- |
| Brøndby    | 4        | -         | 1994, 1996, 1997, 2002 |                  |
| Copenaghen | 3        | 1         | 1995, 2001, 2004       | 1997             |
| AB         | 1        | -         | 1999                   |                  |
| Viborg     | 1        | -         | 2000                   |                  |
| Aalborg    | -        | 3         |                        | 1995, 1999, 2004 |
| Silkeborg  | -        | 2         |                        | 1994, 2001       |
| Aarhus     | -        | 1         |                        | 1996             |
| Herfølge   | -        | 1         |                        | 2000             |
| Odense     | -        | 1         |                        | 2002             |